# Aethioplitops maximus
Aethioplitops maximus är en stekelart som beskrevs av Heinrich 1968. Aethioplitops maximus ingår i släktet Aethioplitops och familjen brokparasitsteklar. Inga underarter finns listade i Catalogue of Life.